# Индоктринация

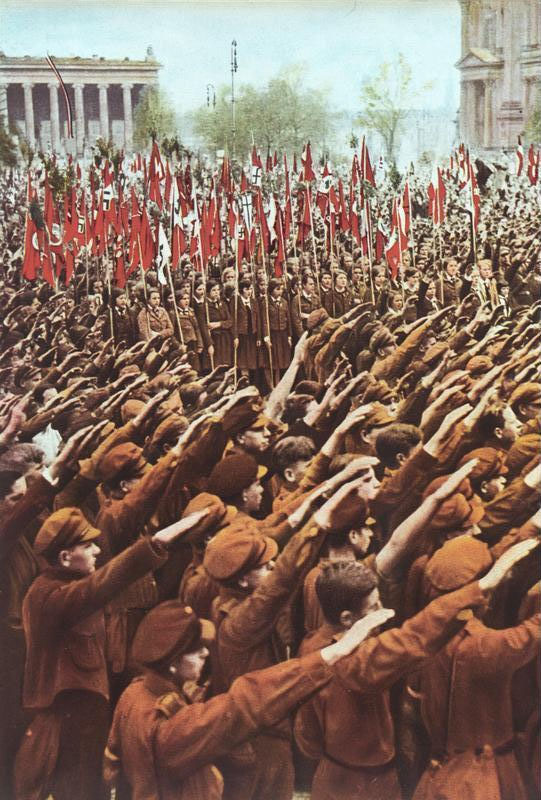
Члены Гитлерюгенда исполняют нацистский салют на митинге в Люстгартене, Берлин, 1933

Индоктрина́ция (англ. indoctrination, от лат. in — «внутрь» и doctrina — «учение, теория, доктрина») — передача фундаментальных положений доктрины или религиозного учения.
В оперативной инструкции американской Программы национальной промышленной безопасности (National Industrial Security Program Operating Manual) индоктринация определяется как «первичная инструкция/указание, даваемая человеку перед предоставлением ему доступа к секретной информации». Если рассматривать это понятие в религиозном контексте, то самое точное определение индоктринации — приготовление перед получением эзотерических знаний, доступных немногим; приготовления перед инициацией в религиозные таинства.
Проект Принстонского университета по изучению восприятия WordNet 3.1 определяет понятие «индоктринация» как «обучение приёму доктрины без критики». Другое определение данного понятия, взятое с сайта (The Henry Wise Wood High School), гласит — «систематическое изучение спорных идей; пропаганда». Это определение показывает основное отличие между индоктринацией и обучением. Индоктринация учит доктрине, то есть описывает объект, исходя из задаваемой им же понятийной структуры (субъективный взгляд), обучение же предлагает рассматривать что-либо бесстрастно и, в буквальном смысле, объективно.

## Индоктринация общества
Индоктринация населения — насыщение определённым, угодным и выгодным правительству или политической организации содержанием массового сознания населения страны в социальном, идеологическом, политическом и психологическом планах в форме системы убеждений, образов, установок, стереотипов.
Индоктринация захватывает все слои общества, зачастую обращена вовне на зарубежные государства.
Не все из политических доктрин, внедрённых с помощью политической рекламы и пропаганды в сознание населения, имеют звучные или вообще фиксированные названия. Иногда даже специально не дают им заголовка, чтобы создавать их тихо, исподволь, ненавязчиво. Но «антикоммунизм» — это доктрина, «антиамериканизм» — доктрина, «сдерживание» — это доктрина и «возможность победы в ядерной войне» — это тоже доктрина.
Процесс индоктринации населения в любом обществе невозможен без создания у населения соответствующих образов и стереотипов, без воспитания в массовом сознании своеобразной «культуры» стереотипного восприятия тех или иных политических явлений. Здесь особую роль играет политическая реклама и пропаганда.
В СССР с самого начала советской государственности и до середины 1980-х годов проводилась жёсткая антиимпериалистическая индоктринация населения, достигшая огромных успехов. Весь аппарат агитпропа и политреклама служили этой цели.
Важной целью индоктринации является объединение различных этнических и социальных групп населения вокруг общей идеи, охватывающей их сознание полностью и становящейся руководящим принципом их деятельности.
Интересна судьба доктрины «глобальной ответственности США за охрану свободы во всем мире», принятой администрацией Дж. Кеннеди. Она и сегодня[когда?], после почти 40 лет, на вооружении внешней политики США. Слившись с идеей американского мессианизма, став прочным внутренним убеждением «средних» американцев, эта доктрина оказалась образцом живучести. Интересно, что аналогичная доктрина долгое время царила и во внешнеполитическом мышлении в СССР. Доктрина «ответственности СССР за защиту социализма и демократии в мире» была призвана объяснить населению необходимость введения войск в Венгрию в 1956 году, Чехословакию в 1968 году, участия в войне во Вьетнаме, Анголе, Афганистане.
В связи с этим можно говорить о сигнальной функции политических доктрин. Они как бы предупреждают население о проводимом курсе политики в данный исторический момент. Доктрины сигнализируют об основных политических принципах правительства.
Ещё одной целью индоктринации является выработка конформизма среди населения. Индоктринированное население, заражённое конформизмом, становится в немалой степени податливым для дальнейших правительственных манипуляций в сфере массового сознания. Как правило, конформизм проявляется в большей степени у менее развитых и образованных групп населения, отличающихся малой информированностью и проявляющих отсутствие гибкости мышления, любознательности, самостоятельности. Группы населения с высоким уровнем конформизма показывают наиболее высокий уровень догматизма именно в политических вопросах, поскольку они наименее им знакомы и считаются привилегией знатоков-профессионалов.
Индоктринация имеет своей целью также создание таких образцов и политических установок, на базе которых формируется определённая жизненная позиция личности или группы. Политические установки личности — это не только знания и отношение к политическому объекту, но и готовность действовать в отношении его определённым образом, продиктованным индоктринацией.
Ещё одной целью, которую руководствуются правительства, проводя индоктринацию населения, является рационализация политики. Вводя такие ключевые слова, как «оборона», «безопасность», «интернационализм», «национальная сила», «авторитет», «национальный интерес», «геополитический интерес», в политико-психологический механизм индоктринации, политики пытаются добиться оправдания в умах людей часто агрессивных, несправедливых, не всегда адекватных политических действий.

## Анализ
Ноам Хомски отмечал:
Для тех, кто упрямо ищет свободы, не может быть более неотложной задачи, чем понять механизмы и практики индоктринации. Её легко увидеть в тоталитарных обществах, и гораздо сложнее в основанной на промывании мозгов, но якобы «свободной» системе, которой мы все принадлежим, и которой мы так часто служим, осознанно или неосознанно.

## Религиозная индоктринация
Исследования насилия над детьми, проведённые в Самоа, обнаружили, что «религиозная индоктринация была существенным фактором в стимулировании или, наоборот, уменьшении домашнего насилия, в зависимости от точки зрения взрослого». Таким образом было выдвинуто предположение, что эффекты от религиозной индоктринации могут варьироваться от позитивных до негативных.
Религиозная индоктринация является объектом научного интереса. В готовящейся к выходу книге Цена Независимости: Эссе о Моральной Стороне Религиозной Индоктринации  (The Costs of Autonomy: Personal Essays on the Morality of Religious Indoctrination) планируется провести анализ религиозной индоктринации научными методами.